# Deutscher Werkbund
Deutscher Werkbund (u prijevodu: Njemačka federacija rada) je naziv za njemačko udruženje umjetnika, arhitekata, dizajnera i industrijalaca. Osnivanje Werkbunda bio je značajan događaj u razvoju moderne arhitekture i industrijskog dizajna, osobito nakon osnutka škole za dizajn u Bauhausu.  Osnovni cilj ove udruge bio je povezivanje proizvođača i dizajnera tako da se podigne konkuretnost njemačkih proizvoda na svjetskom tržištu.
Deutscher Werkbund je osnovan 1907. u Münchenu naporom i zalaganjem Hermanna Muthesiusa, Udruga je djelovala do 1934., kada joj je rad zabranjen. Udruga je ponovno je obnovljena, nakon Drugog svjetskog rata 1950. godine. Idejni začetnik Udruge Muthesius je kao osoba bio neobično interesantan, neki su u njemu vidjeli poslanika kulture, a neki industrijskog špijuna na relaciji Engleska - Njemačka. 1905. izdao je veliki trotomni udžbenik The English House posvećen sličnom i engleskom pokretu Arts and Crafts.
Deutscher Werkbund nije bio samo umjetnička udruga ( poput mnogih drugih iz tadašnjeg doba) već paradržavna institucija koja je trebala pomoći da se bezbolno i brzo povežu tradicionalni obrti i nova industrijska proizvodnja roba široke potrošnje i tako Njemačka učini konkuretnom u borbi za kupce s robom iz Engleske i Sjedinjenih Američkih Država.
Moto udruge bio je Vom Sofakissen zum Städtebau (hrvatski:Od jastučića za sofu do izgradnje gradova) najzornije pokazuje njen širok raspon interesa.  
Udruga je ispočetka imala članstvo od dvadeset arhitekata i dvadeset poduzeća. Među arhitektima su bili; Peter Behrens, Theodor Fischer (koji je bio prvi predsjednik Udruge), Josef Hoffmann, Bruno Paul i Richard Riemerschmid.  
Ostali arhitekti koji su se kasnije uključili u rad su bili; Heinrich Tessenow i belgijski arhitekt Henry van de Velde.  
Werkbund je uključio u svoj rad - van de Veldea, povjerivši mu da podigne zgradu kazališta za njihovu Kölnsku izložbu 1914. Ovo djelo postalo je i najznačajniji rad van de Veldea, koje je bilo u životu svega jednu godinu, porušeno je tijekom Prvog svjetskog rata. Finski arhitekt Eliel Saarinen postao je dopisni član Deutscher Werkbunda i pozvan je 1914. da sudjeluje na njihovoj izložbi u Kölnu. 
Najslavniji član udruženja bio je arhitekt Ludwig Mies van der Rohe, koji je bio i direktor Udruge zadužen za arhitekturu.
Važnije godine u djelovanju Deutscher Werkbunda:  
- 1907. Osnutak Werkbunda u Münchenu
- 1914. Izložba Deutscher Werkbunda u Kölnu
- 1924. Berlinska Izložba
- 1927. Izložba u Stuttgartu
- 1929. Izložba u Breslavu
- 1938. Rad Werkbunda je zabranjen od strane nacista
- 1949. Obnova rada udruženja

## Vanjske poveznice
- Arhiv Werkbunda i rad Martina Gropiusa u Berlinu